# Lixinae
Sous-famille
Les Lixinae sont une sous-famille d'insectes de l'ordre des coléoptères appartenant à la famille des Curculionidae.

## Tribus
- Cleonini
- Lixini
- Rhynocyllini